# Livne (Tel Aviv)
Livne (hebrejsky: ליבנה, doslova Bříza) je čtvrť ve východní části Tel Avivu v Izraeli. Je součástí správního obvodu Rova 9 a samosprávné jednotky Rova Darom Mizrach.

## Geografie
Leží na východním okraji Tel Avivu, cca 5 kilometrů od pobřeží Středozemního moře, v nadmořské výšce okolo 30 metrů. Jižně od čtvrti probíhá takzvaná Ajalonská dálnice (dálnice číslo 1), která vede společně s železniční tratí a tokem Nachal Ajalon. Na severu s ní sousedí čtvrť Neve Eli'ezer, Neve Kfir a Kfar Šalem, na východě Jedidja, na západě ha-Argazim a na jihu je fragment původní zemědělské krajiny, v níž byl zřízen Park Menachema Begina.

## Popis čtvrti
Plocha čtvrti je vymezena na severu třídou Derech Chajim Bar Lev, na jihu a východě hranicemi katastrálního území Tel Avivu a na západě ulicí číslo 3694. Zástavba má charakter husté městské výstavby s novými vícepodlažními bytovými domy. V roce 2007 tu žilo 4841 lidí. 